# 撫佐昭裕
撫佐 昭裕（むさ あきひろ）は日本の情報科学の研究者、技術者である。

## 来歴・人物
山形大学大学院理学研究科物理学専攻を修了し、1988年に日本電気(NEC)に入社。2006年4月から社会人ドクターとして東北大学大学院 情報科学研究科博士後期課程に入学し、2009年3月に修了して、博士（情報科学）を取得した。
2014年7月から東北大学サイバーサイエンスセンター客員教授を兼務。2018年にRTi-castを設立し、ファウンダー、COOに就任した。
2015年に世界初のリアルタイム津波浸水被害推計システムを日本電気の開発責任者として、東北大学、国際航業、株式会社エイツーと共同開発した。

## 受賞歴
2018年　科学技術分野の文部科学大臣表彰 科学技術賞　受賞
2019年　第１回日本オープンイノベーション大賞　総務大臣賞　受賞